# QSO B0307+169
QSO B0307+169 és a quàsar localitzat a la constel·lació d'Àries.